# Узона
Узо́на — район (кумарка) Каталонії (кат. Osona). Столиця району — м. Бік (кат. Vic).

## Муніципалітети
- Ал-Бруль (кат. Brull, el) — населення 202 особи;
- Алпенс (кат. Alpens) — населення 288 осіб;
- Аспінелбас (кат. Espinelves) — населення 193 особи;
- Баланья (кат. Balenyà) — населення 3.421 особа;
- Бідра (кат. Vidrà) — населення 172 особи;
- Бік (кат. Vic) — населення 37.825 осіб;
- Біладрау (кат. Viladrau) — населення 982 особи;
- Біланоба-да-Сау (кат. Vilanova de Sau) — населення 330 осіб;
- Ґурб (кат. Gurb) — населення 2.189 осіб;
- Кальдатенас (кат. Calldetenes) — населення 2.183 особи;
- Кольсуспіна (кат. Collsuspina) — населення 306 осіб;
- Лас-Мазіас-да-Бултрага (кат. Masies de Voltregà, les) — населення 3.067 осіб;
- Лас-Мазіас-да-Роза (кат. Masies de Roda, les) — населення 719 осіб;
- Люса (кат. Lluçà) — населення 249 осіб;
- Маля (кат. Malla) — населення 258 осіб;
- Манльєу (кат. Manlleu) — населення 19.488 осіб;
- Монтаскіу (кат. Montesquiu) — населення 858 осіб;
- Мунтаньола (кат. Muntanyola) — населення 427 осіб;
- Парафіта (кат. Perafita) — населення 378 осіб;
- Пратс-да-Люсанес (кат. Prats de Lluçanès) — населення 2.691 особа;
- Роза-да-Те (кат. Roda de Ter) — населення 5.450 осіб;
- Рупіт-і-Пруїт (кат. Rupit i Pruit) — населення 345 осіб;
- Сан-Бартумеу-дал-Ґрау (кат. Sant Bartomeu del Grau) — населення 1.032 особи;
- Сан-Бісенс-да-Туральо (кат. Sant Vicenç de Torelló) — населення 1.927 осіб;
- Сан-Бой-да-Люсанес (кат. Sant Boi de Lluçanès) — населення 569 осіб;
- Сан-Жулія-да-Білаторта (кат. Sant Julià de Vilatorta) — населення 2.729 осіб;
- Сан-Кірза-да-Базора (кат. Sant Quirze de Besora) — населення 2.007 осіб;
- Сан-Марті-д'Албас (кат. Sant Martí d'Albars) — населення 116 осіб;
- Сан-Марті-да-Сантеляс (кат. Sant Martí de Centelles) — населення 898 осіб;
- Сан-Пера-да-Туральо (кат. Sant Pere de Torelló) — населення 2.265 осіб;
- Сан-Садурні-д'Узурмор (кат. Sant Sadurní d'Osormort) — населення 82 особи;
- Санта-Ауженія-да-Берґа (кат. Santa Eugènia de Berga) — населення 2.046 осіб;
- Санта-Аулалія-да-Ріупріме (кат. Santa Eulàlia de Riuprimer) — населення 885 осіб;
- Сант-Агусті-да-Люсанес (кат. Sant Agustí de Lluçanès) — населення 111 осіб;
- Санта-Марія-да-Базора (кат. Santa Maria de Besora) — населення 187 осіб;
- Санта-Марія-да-Курко (кат. Santa Maria de Corcó) — населення 2.200 осіб;
- Санта-Сасілія-да-Бултрага (кат. Santa Cecília de Voltregà) — населення 206 осіб;
- Сантеляс (кат. Centelles) — населення 6.493 особи;
- Сант-Іполіт-да-Бултрага (кат. Sant Hipòlit de Voltregà) — населення 3.222 особи;
- Себа (кат. Seva) — населення 2.956 осіб;
- Собрамун (кат. Sobremunt) — населення 92 особи;
- Сора (кат. Sora) — населення 213 осіб;
- Табартет (кат. Tavertet) — населення 151 особа;
- Табернулас (кат. Tavèrnoles) — населення 301 особа;
- Тарадель (кат. Taradell) — населення 5.613 осіб;
- Тона (кат. Tona) — населення 7.030 осіб;
- Туральо (кат. Torelló) — населення 13.008 осіб;
- Улост (кат. Olost) — населення 1.193 особи;
- Уріс (кат. Orís) — населення 278 осіб;
- Уріста (кат. Oristà) — населення 601 особа;
- Фулґаролас (кат. Folgueroles) — населення 1.905 осіб.

## Зростання населення
| 1497 f | 1515 f | 1553 f | 1717   | 1787   | 1857   | 1877   | 1887   | 1900   | 1910   |
| ------ | ------ | ------ | ------ | ------ | ------ | ------ | ------ | ------ | ------ |
| 1.653  | 1.811  | 2.243  | 23.033 | 41.477 | 66.052 | 60.685 | 58.450 | 60.127 | 63.800 |

| 1920   | 1930   | 1940   | 1950   | 1960   | 1970    | 1981    | 1990    | 1992    | 1994    |
| ------ | ------ | ------ | ------ | ------ | ------- | ------- | ------- | ------- | ------- |
| 68.260 | 75.396 | 75.175 | 79.036 | 88.462 | 102.330 | 114.612 | 118.285 | 118.103 | 121.135 |

| 1996    | 1998    | 2000    | 2002    | 2004    | 2006    | 2008 | 2010 | 2012 | 2014 |
| ------- | ------- | ------- | ------- | ------- | ------- | ---- | ---- | ---- | ---- |
| 122.923 | 124.320 | 126.853 | 132.601 | 138.630 | 145.790 | -    | -    | -    | -    |